# Stade São Januário
Le stade São Januário est un stade situé dans la ville de Rio de Janeiro au Brésil. Il fut construit en 1927, sous le nom de stade Vasco da Gama, mais reste connu sous le nom de São Januário d'après le nom de la rue qui le longe. Il fut rénové en 2006.

## Histoire
Il est propriété du club CR Vasco da Gama qui y dispute la plupart de ses matches. Il s'agit du plus grand stade privé de la ville. 
Avant l'inauguration du stade Maracanã, la sélection brésilienne y jouait ses matches à Rio de Janeiro. Elle y disputa au total 23 matches, principalement entre 1927 et 1950.